# Билукиди, Кристо
Кристо Милумба Билукиди (англ. Christo Milumba Bilukidi, род. 13 декабря 1989, Ангола) — профессиональный канадский футболист ангольского происхождения. Выступал в НФЛ на позиции ди-энда с 2012 по 2014 год. На студенческом уровне играл за команду университета штата Джорджия. На драфте НФЛ 2012 года был выбран в шестом раунде.

## Биография
Кристо Билукиди родился 13 декабря 1989 года в Анголе в семье дипломата. Позднее семья жила во Франции, Бразилии и Канаде. Билукиди учился в школе святого Патрика в Оттаве, когда его родители развелись. Во время учёбы он выступал за школьную баскетбольную команду, в футбол начав играть только в выпускной год. После окончания школы он поступил в Восточно-Аризонский общественный колледж.

### Любительская карьера
В общественном колледже Билукиди провёл два года. В 2010 году он поступил в университет штата Джорджия, где была создана футбольная программа. В дебютном сезоне в турнире NCAA он сыграл в одиннадцати матчах и стал лидером команды по числу сделанных сэков. В 2011 году Билукиди был избран одним из капитанов команды и также провёл одиннадцать игр. За два сезона выступлений он сделал 10 сэков и 89 захватов.

#### Статистика выступлений в NCAA
| Сезон | Команда                | Игры | Захваты | Захваты | Захваты | Захваты | Захваты | Перехваты | Перехваты | Перехваты | Перехваты | Перехваты | Фамблы | Фамблы | Фамблы | Фамблы |
| Сезон | Команда                | Игры | Solo    | Ast     | Tot     | Loss    | Sk      | Int       | Yds       | Y/R       | TD        | PD        | FR     | Yds    | TD     | FF     |
| ----- | ---------------------- | ---- | ------- | ------- | ------- | ------- | ------- | --------- | --------- | --------- | --------- | --------- | ------ | ------ | ------ | ------ |
| 2010  | Джорджия Стейт Пэнтерс | 11   | 26      | 25      | 51      | 7,0     | 5,0     | 0         | 0         | 0,0       | 0         | 0         | 0      | 0      | 0      | 2      |
| 2011  | Джорджия Стейт Пэнтерс | 11   | 24      | 14      | 38      | 9,0     | 5,0     | 0         | 0         | 0,0       | 0         | 1         | 1      | 0      | 0      | 1      |
| Всего | Всего                  | 22   | 50      | 39      | 89      | 16,0    | 10,0    | 0         | 0         | 0,0       | 0         | 1         | 1      | 0      | 0      | 3      |

### Профессиональная карьера
На драфте НФЛ 2012 года Билукиди был выбран «Оклендом» в шестом раунде. Он стал первым задрафтованным игроком в истории университета. В том же году на драфте КФЛ его в третьем раунде выбрал клуб «Виннипег Блу Бомберс». В июне он подписал четырёхлетний контракт с «Рэйдерс».
В составе «Рэйдерс» Билукиди выступал в течение двух сезонов, сыграв в восемнадцати матчах регулярного чемпионата и сделав тринадцать захватов. Клуб отчислил его в октябре 2013 года. В ноябре он со второй попытки подписал контракт с «Цинциннати Бенгалс». Первое соглашение было аннулировано лигой из-за отсутствия документов, разрешающих ему работу в США. В команду Билукиди пригласили на замену травмированному Джино Аткинсу. Он сыграл за «Бенгалс» два матча. В сентябре 2014 года клуб отчислил его, после чего он подписал соглашение с «Балтимор Рэйвенс».
В регулярном чемпионате 2014 года он сыграл за «Рэйвенс» в четырёх матчах, досрочно завершив сезон из-за травмы ноги. В марте 2015 года Билукиди подписал с клубом новый двухлетний контракт. В течение первых четырёх матчей сезона тренерский штаб не задействовал его в матчах, а в октябре игрока выставили на драфт отказов, чтобы освободить место в составе для принимающего Джереми Росса. После этого он принимал участие в тренировочных лагерях «Вашингтона» и «Нью-Йорк Джетс», а в апреле 2017 года объявил о завершении карьеры игрока.

#### Статистика выступлений в НФЛ

##### Регулярный чемпионат
| Сезон | Команда            | Игры | Захваты | Захваты | Захваты | Захваты | Захваты | Перехваты | Перехваты | Перехваты | Перехваты | Перехваты | Фамблы | Фамблы | Фамблы | Фамблы |
| Сезон | Команда            | Игры | Solo    | Ast     | Tot     | Loss    | Sk      | Int       | Yds       | Y/R       | TD        | PD        | FR     | Yds    | TD     | FF     |
| ----- | ------------------ | ---- | ------- | ------- | ------- | ------- | ------- | --------- | --------- | --------- | --------- | --------- | ------ | ------ | ------ | ------ |
| 2012  | Окленд Рэйдерс     | 13   | 5       | 3       | 8       | 1       | 0,0     | 0         | 0         | 0,0       | 0         | 1         | 0      | 0      | 0      | 0      |
| 2013  | Окленд Рэйденс     | 5    | 5       | 0       | 5       | 1       | 1,0     | 0         | 0         | 0,0       | 0         | 0         | 0      | 0      | 0      | 0      |
| 2013  | Цинциннати Бенгалс | 2    | 0       | 0       | 0       | 0       | 0,0     | 0         | 0         | 0,0       | 0         | 0         | 0      | 0      | 0      | 0      |
| 2014  | Балтимор Рэйвенс   | 4    | 0       | 3       | 3       | 0       | 0,0     | 0         | 0         | 0,0       | 0         | 0         | 0      | 0      | 0      | 0      |
| Всего | Всего              | 24   | 10      | 6       | 16      | 2       | 1,0     | 0         | 0         | 0,0       | 0         | 1         | 0      | 0      | 0      | 0      |

### После завершения карьеры
Закончив играть, Билукиди вернулся в Оттаву. Он занимался бизнесом, связанном с пошивом одежды. Вместе с другими игроками НФЛ он стал организатором детского футбольного лагеря на базе Оттавского университета. В 2019 году Билукиди вошёл в число основателей компании DreamTeam, занимавшейся торговлей недвижимостью.